# Sörkvarnsforsen
Sörkvarnsforsen är ett kommunalt naturreservat i Hallstahammars kommun i Västmanlands län.
Området är naturskyddat sedan 1983 och är 13 hektar stort. Reservatet omfattar forsen i Kolbäcksån och omgivande stränder i Hallstahammar. Reservatet består vattnet och på land av gamla ekar, ask och alm.